# Mont Iizuna
Le mont Iizuna (飯縄山, Iizuna-yama), aussi connu sous le nom mont Izuna (飯綱山, Izuna-yama), est une montagne culminant 1 917 m d'altitude à 10 km au nord-nord-ouest du centre de la ville de Nagano dans la préfecture du même nom au Japon. Avec le mont Reisenji (霊仙寺山, Resenji-yama), le mont Menō (瑪瑙山, Menō-yama) et d'autres, elle forme la chaîne des monts Iizuna.
Cette montagne est un lieu sacré pour les sectes religieuses basées sur la montagne comme le shugendo et passe pour abriter un tengu appelé Saburō. Selon la légende, il y avait autrefois un étrange sable comestible quelque part dans la montagne que le tengu distribuait en période de mauvaise récolte.
Cette montagne est également un endroit populaire pour pratiquer le ski. C'est ici que se sont déroulées les compétitions de bobsleigh et de luge des Jeux olympiques d'hiver de 1998.